# San Sebastián de Garabandal
San Sebastián de Garabandal ist ein kleines Bergdorf in Nordspanien im Kantabrischen Gebirge.
Der Ort ist in christlichen Kreisen wegen angeblich dort geschehener Marienerscheinungen in den 1960er Jahren bekannt. Die katholische Kirche hat bezüglich der Erscheinungen festgestellt, dass es nicht erwiesen ist, dass es sich um übernatürliche Ereignisse gehandelt hat.